# Sărata-Monteoru
Sărata-Monteoru – wieś w Rumunii, w okręgu Buzău, w gminie Merei. W 2011 roku liczyła 839 mieszkańców.